# La Gazzetta dello Sport
La Gazzetta dello Sport er et italiensk dagblad som skriver om sport. Avisen blev første gang udgivet den 3. april 1896, hvilket betød, at man kunne nå at rapportere fra de første Olympiske Lege i Athen. Avisen skriver ikke kun om sport, men er også aktivt indblandet i sportsarrangementer, herunder – som det mest kendte – cykelløbet Giro d'Italia, som man har været involveret i siden 1909.
Avisen, der udgives på karakteristisk lyserødt papir, har et oplag på ca. 400.000 – dog er dette tal højere om mandagen, hvor weekendens begivenheder omtales. Avisen skriver ikke kun om fodbold, men det er dog den sportsgren, der hyppigst er artikler om, ikke mindst en fyldig omtale af klubberne AC Milan og Inter. Avisen udgives da også fra Milano, men er dog landsdækkende i sin udbredelse, hvilket også gør sig gældende med aviserne La Repubblica og Corriere della Sera. De andre italienske aviser udgives lokalt.